# NGC 6902A
NGC 6902A في الفهرس العام الجديد، هي مجرة، تقع في كوكبة برج القوس. اكتشفت بواسطة جون هيرشل.

## روابط خارجية
- NGC 6902A على موقع ويكي سكاي: DSS2, SDSS, GALEX, IRAS, Hydrogen α, X-Ray, Astrophoto, Sky Map, Articles and images

دون وصلة لغة